# Juan Bautista Villalba
Pour les articles homonymes, voir Villalba.
Juan Bautista Villalba Maldonado (né le 29 août 1924 à Luque et mort le 18 avril 2003) est un footballeur paraguayen qui jouait au poste d'attaquant. Il a inscrit 10 buts en 14 sélections en équipe du Paraguay entre 1945 et 1947.

## Clubs
- 1940-1941 :  Club General Aquino de Luque
- 1941-1947 :  Sportivo Luqueño
- 1947-1948 :  Huracán
- 1948-1950 :  Boca Juniors (Colombie)
- 1952-1954 :  Olimpia Asunción